# Эвандер (футболист)
Эва́ндер да Си́лва Ферре́йра (порт.-браз. Evander da Silva Ferreira), более известный как Эвандер (порт.-браз. Evander; род. 9 июня 1998, Рио-де-Жанейро, Бразилия), — бразильский футболист, полузащитник клуба «Цинциннати»

## Клубная карьера
Эвандер — воспитанник клуба «Васко да Гама». 5 марта 2016 года в поединке Лиги Кариока против «Бошсушессо» он дебютировал за основной состав. 21 мая в матче против «Тупи» Эвандер дебютировал в Серии B. В том же году он помог клубу выиграть Лигу Кариока и выйти в элиту. 11 июня 2017 года в матче против «Спорт Ресифи» он дебютировал в бразильской Серии A. 9 ноября в поединке против «Сантоса» Эвандер забил свой первый гол за «Васко да Гама». 1 февраля 2018 года в матче Кубка Либертадорес против чилийского «Универсидад де Консепсьон» он сделал «дубль».
27 августа 2018 года Эвандер был отдан в аренду в датский «Мидтьюлланн», с возможностью выкупа летом 2019 года. В январе 2019 года «Мидтьюлланн» договорился с «Васко да Гама» о трансфере футболиста. В марте 2019 года Эвандер получил награду «Игрок месяца датской Суперлиги».
5 декабря 2022 года Эвандер перешёл в клуб MLS «Портленд Тимберс», подписав контракт назначенного игрока до конца сезона 2026 с опцией продления на сезон 2027, за рекордную для американской команды сумму. В MLS он дебютировал 27 февраля 2023 года в матче стартового тура сезона против «Спортинга Канзас-Сити». 4 марта в матче против «Лос-Анджелеса» он забил свой первый гол в MLS. 13 мая в матче против «Ванкувер Уайткэпс» он сделал дубль, за что был назван лучшим игроком игрового дня MLS.

## Международная карьера
В 2015 года в составе юношеской сборной Бразилии Эвандер выиграл юношеский чемпионат Южной Америки в Парагвае. На турнире он сыграл в матчах против команд Венесуэлы, Эквадора, Перу, Аргентины, Уругвая, Колумбии и дважды Парагвая. В поединках против уругвайцев и колумбийцев Эвандер забил три гола.
В 2015 году Эвандер принял участие в юношеском чемпионате мира в Чили. На турнире он сыграл в матчах против команд Новой Зеландии и Нигерии.

## Достижения
Командные
 «Васко да Гама»
- Победитель Лиги Кариока — 2016

 «Мидтьюлланн»
- Чемпион Дании — 2019/20
- Обладатель Кубка Дании — 2018/19, 2021/22

 Бразилия (до 17)
- Юношеский чемпионат Южной Америки — 2015

Личные
- Игрок месяца датской Суперлиги: март 2019